# Godefroi de Brabant
Godefroi de Brabant (n. 1250; d. 11 iulie 1302, Kortrijk) a fost senior de Aarschot de la 1284 și de Vierzon de la 1277 până la moarte.

## Biografie
Godefroi a fost cel de al treilea fiu al ducelui Henric al III-lea de Brabant cu Adelaida de Burgundia. El a devenit un războinic și politician capabil și i-a acordat sprijin fratelui său, Ioan I, devenit duce de Brabant, în toate inițiativele sale. El a luptat alături de acesta și în bătălia de la Worringen din 1288, în cadrul căreia l-a capturat pe contele Reginald I de Geldern.
În 29 octombrie 1284, tatăl său l-a numit senior de Aarschot.
În 1292, el a negociat încheierea păcii între Franța și contele de Flandra. După moartea fratelui său, el a susținut pe nepotul său de frate, Ioan al II-lea de Brabant împotriva oricărei opoziții interne și externe.
În 1302, când Flandra s-a răsculat împotriva regelui Filip al IV-lea al Franței, Godefroi și singurul său fiu s-au alăturat armatei franceze în bătălia de la Courtrai. Amândoi au murit în luptă, alături de mulți alți cavaleri din Brabant. Moșiile sale au fost împărțite între cele patru fiice ale sale (și soții acestora).

## Căsătorie și urmași
Godefroi s-a căsătorit în 1277 cu Ioana Isabela de Vierzon (d. 1296), fiică a seniorului Hervé al IV-lea de Vierzon cu Ioana de Brenne. Ei au avut un fiu și șase fiice:
- Ioan (n. 1281–d. 1302), căzut în bătălia de la Courtrai.
- Maria (d. 1332), căsătorită cu contele Waleram I de Jülich (d. 1297), iar apoi cu Robert de Beaumont.
- Elisabeta (d. 1350), căsătorită cu contele Gerard al V-lea de Jülich (d. 1328).
- Alice (d. 1315), căsătorită în 1302 cu Ioan al III-lea de Harcourt (d. 1329).
- Bianca (d. 1329), căsătorită cu Ioan Berthout, senior de Mechelen (d. 1304), iar apoi în 1307 cu Ioan I de Thouars (d. 1332).
- Margareta (d. după 1318), călugăriță la Longchamps, Paris
- Ioana (d. după 1318), călugăriță la Longchamps, Paris

1. ↑  Godfried d'Aarchot, Heer van Aarschot, The Peerage, accesat în 9 octombrie 2017
2. ↑  Godfried of Brabant, Genealogics
3. ↑  The Peerage
4. ↑  Genealogics